# 亀山亭ホテル

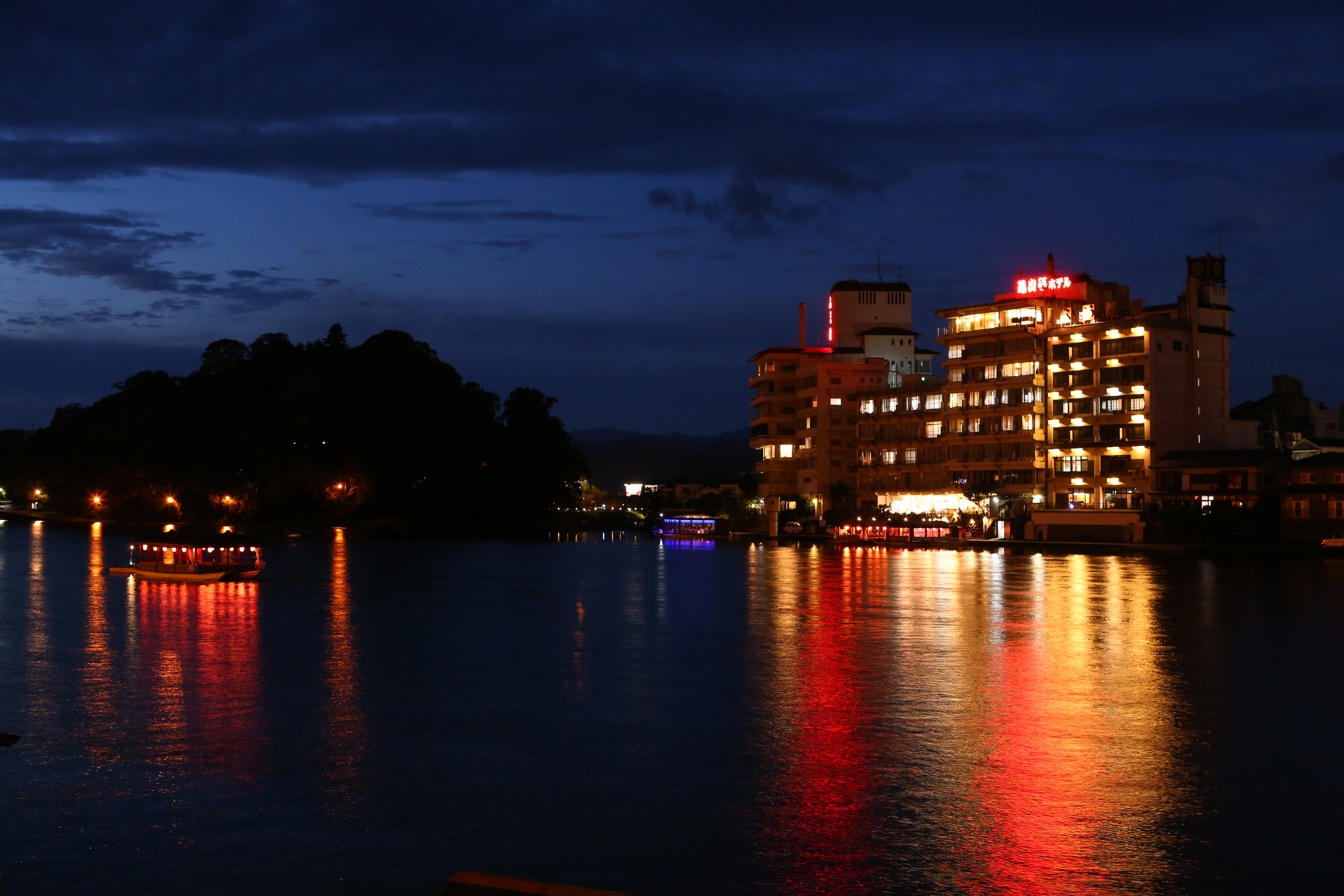
亀山亭ホテル

亀山亭ホテル（きざんていほてる）は、大分県 日田市の日田温泉にある創業120余年の歴史がある日本のホテル 。
1871年に亀山公園の麓に料亭亀山亭として諌山清吉が創業した。
1952年に日田市隈町の三隈川畔に移り、社名を亀山亭ホテルに改名し、政府登録国際観光旅館に加盟した。

## 沿革
- 1874年 - 堀田町で料亭亀山亭を開始
- 1959年 - 現在地で亀山亭ホテル 19室で開始
- 1974年 - 新館増築工事 49室でオープンスタート
- 2000年 - 全館リニューアル工事終了 46室でスタート
- 2010年 - 大分国際車いすマラソン出席のため皇太子徳仁親王が宿泊する
- 2016年 - 全日本愛瓢会総会お成りのため秋篠宮文仁親王が宿泊する
- 2017年2月末 - 5階客室全面リニューアル
- 2024年3月中旬 - リニューアルオープン
- 2025年6月28日 - 三笘薫がOAB大分朝日放送の「じもっと！OITA」の取材のため来訪

## 館内・施設
日田温泉にある亀山亭ホテルは、九州三大河川である筑後川の上流・三隈川河畔に佇み、8階・屋上にある名物の展望大浴場からは、三隈川と日田盆地を眺めることができる。
檜造りの露天風呂てである「夕やけこやけ」からは、夕日を観ることができる。
ロビーにはとうもろこし茶やおから茶、センブリ茶など多種のお茶を用意しており、湯上がり後の水分補給ができる。
また、数十種類の色の浴衣の貸し出しや、ロビーでの木片アート体験（共に無料）なども利用できる。
また、料亭旅館から始まった亀山亭ホテルは、「やすらぎと味の宿」を謳っている。

## 所在地
- 大分県日田市隈1丁目3番10号

## 交通アクセス
- 日田ICより車で5分
- JR久大本線 日田駅より徒歩15分

## 設備
- 総客室43室（全室冷房完備）
- 収容人員230人（特別室3室、和室38室、洋室5室）
- 展望大浴場・露天風呂・湯上りサロン
- カフェテラス、売店、結婚式場、スタジオ

## 建設規模
- 構造：鉄筋コンクリート造り
- 敷地面積：1439m2 建設面積：780346m2
- 総延床面積：4887439m2 地上8階
- 建築年度：1974年10月完成
- 設計管理：株式会社草野一級建築設計事務所
- 施工：株式会社諌山工務所